# Тидестрём, Ивар Фредерик
Ивар Фредерик Тидестрём (швед. Ivar Frederick Tidestrøm; 1864—1956) — американский ботаник-систематик шведского происхождения.

## Биография
Ивар Тидестрём родился 13 ноября 1864 года в отцовском имении Ланна в исторической провинции Нерке на юге Швеции. Начальное образование получил в городе Эребру.
В 1880 году Тидестрём сбежал из семьи и уехал в США, в Нью-Йорк. В 1880—1884 и 1887—1891 служил в кавалерии Армии США, затем поступил на инженерный факультет Кадифорнийского университета. Вскоре он перешёл на ботаническое отделение, стал ассистентом Эдварда Ли Грина. В 1897 году Ивар получил степень доктора философии Католического университета в Вашингтоне. С 1903 по 1924 он работал в Департаменте сельского хозяйства США. В 1931 году переехал во Флориду.
В 1925 году Ивар Тидестрём издал свою самую известную книгу по ботанике, Flora of Utah and Nevada. Книга A flora of Arizona and New Mexico 1941 года была написана Тидестрёмом в соавторстве с сестрой, Терезитой Киттелл.
Ивар Фредерик Тидестрём умер 2 августа 1956 года в городе Сент-Питерсберг во Флориде.

## Некоторые научные работы
- Tidestrom, I.F. (1906). Elysium Marianum. 80 p.
- Tidestrom, I.F. (1925). Flora of Utah and Nevada. 665 p.
- Tidestrom, I.F.; Kittell, M.T. (1941). A flora of Arizona and New Mexico. 897 p.

## Роды, названные в честь И. Ф. Тидестрёма
- Tidestromia Standl., 1916, nom. nov.